# A Love Letter You'll Never Get
A Love Letter You'll Never Get è il quinto EP del rapper statunitense Trippie Redd, pubblicato il 29 agosto 2017 sulla piattaforma di streaming musicale SoundCloud.
Il brano Woah Woah Woah/Crashbandicoot and Chill presenta una collaborazione col rapper Bali Baby.

## Antefatti
A Love Letter You'll Never Get è stato annunciato qualche ora prima della sua pubblicazione, su Instagram. L'EP è stato pubblicato il 29 agosto 2017, per promuovere il secondo album in studio di Trippie Redd intitolato A Love Letter To You 2. Entrambi i brani che compongono l'EP sono stati inseriti successivamente in A Love Letter To You 2.

## Tracce
Musiche di Young God.
1. Woah Woah Woah/Crashbandicoot and Chill (feat. Bali Baby) – 3:42 (testo: Michael White, Bali Baby)
2. I Know How to Self Destruct – 1:42 (testo: Michael White)

## Formazione

### Musicisti
- Trippie Redd – voce
- Bali Baby – voce

### Produzione
- Young God – produzione